# AM Большой Медведицы
AM Большой Медведицы (лат. AM Ursae Majoris) — одиночная переменная звезда в созвездии Большой Медведицы на расстоянии (вычисленном из значения параллакса) приблизительно 9022 световых лет (около 2766 парсеков) от Солнца. Видимая звёздная величина звезды — от +16,3m до +15,1m.

## Характеристики
AM Большой Медведицы — пульсирующая переменная звезда типа RR Лиры (RRAB).